# Aeropuerto de Puerto Libertad
El Aeropuerto de Puerto Libertad (Código OACI: MM32) es un aeropuerto mediano ubicado en el poblado de Puerto Libertad, Sonora y es operado por el gobierno del estado de Sonora. Cuenta con una pista de aterrizaje de 2,000 metros de largo y 45 metros de ancho con gotas de viraje en ambas cabeceras así como un plataforma de aviación de 17,575 metros cuadrados (185m x 95m), por lo que en este aeropuerto pueden aterrizar y estacionarse aeronaves medianas tipo B-737 o A-320.